# Fays (Bertogne)
Pour les articles homonymes, voir Fays.
Fays est un hameau belge de la commune de Bertogne, en province de Luxembourg (Région wallonne).
Avant la fusion des communes, il faisait administrativement partie de la commune de Longchamps.

## Étymologie
Fays tirerait son nom du latin fagus, fagi signifiant hêtre(s), hêtraie.

## Situation
Fays se situe dans la campagne ardennaise entre les villages de Bertogne au nord et de Longchamps au sud-est. Il étire ses habitations le long d'une seule voirie descendant vers le hameau de Rouette. Le hameau compte une source et un étang. L'altitude avoisine les 440 m.

## Patrimoine
À la sortie du hameau en direction de Rouette, se trouve un bel ensemble composé d'une ferme et d'une chapelle. L'ancienne ferme de Menil est un bâtiment massif bâti au XVIIIe siècle en moellons enduits et blanchis. Quant à la chapelle dédiée à Notre-Dame de Bon Secours, elle date du XIXe siècle, est aussi construite en moellons blanchis et possède une toiture en cherbins (ardoises brutes locales).